# Pseudohypatopa
Pseudohypatopa là một chi bướm đêm thuộc họ Blastobasidae.

## Các loài
- Pseudohypatopa longicornutella (e Asia)
- Pseudohypatopa pulverea tháng 5rick (s Asia)
- Pseudohypatopa beljaevi (e Russia)